# Tanzania i olympiska sommarspelen 1992
Tanzania deltog i de olympiska sommarspelen 1992 med en trupp bestående av nio deltagare, men ingen av landets deltagare erövrade någon medalj.

## Boxning
Flugvikt
- Benjamin Mwangata

Lättvikt
- Rashi Ali Hadj Matumla

Lätt mellanvikt
- Joseph Marwa

Mellanvikt
- Makoye Isangula

Lätt tungvikt
- Paulo Mwaselle

## Friidrott
Herrarnas 5 000 meter
- Andrew Sambu
  - Heat — 13:36,99
  - Final — 13:37,20 (→ 10:e plats)

Herrarnas maraton
- Juma Ikangaa — 2:19,34 (→ 34:e plats)
- John Burra — fullföljde inte (→ ingen notering)
- Simon Robert Naali — fullföljde inte (→ ingen notering)